# Knaphulssting
Knaphulssting er en type sting, der bruges ved skræddersyning, broderi og blondefremstilling.
Knaphulssting fanger en løkke af tråden i overfladen af stoffet, og nålen stikkes tilbage til bagsiden af stoffet i en vinkel, så den stikkes ud, hvor den kom fra. Det færdige sting minder om bogstavet "L" afhængigt af afstanden mellem stingene. Til knaphuller sys knaphulssting meget tæt, så de dækker stoffet helt og derved gør hullet slidstærkt. Når stingene bruges til at afslutte et stykke stof som et tæppe, er der typisk større afstand mellem dem.

## Galleri
- Fritliggende knaphulssting.
- Tætsiddende knaphulssting til et knaphul.
- Variationer af knaphulssting.
- Knaphulssting til broderi.